# 박희실
박희실(朴希實: 생몰년 미상)은 고려 후기의 무신이다. 본관은 문의다.

## 이력
- 1258년(고종 45): 김준(처음 이름은 김인준), 류경 등과 함께 정변(무오정변)을 일으켜 최의를 살해하고 최씨 정권을 무너뜨림.[2] 이 일로 위사공신의 칭호를 받음.[3]
- 그 뒤로 고려와 몽골(원)을 오가며 외교 활동을 수행함.[4]
- 신의군도령 낭장(神義軍都領 郞將)[2], 장군(將軍)[5], 상서(尙書)[6], 대장군(大將軍)[7], 상장군(上將軍)[8] 등을 지냄.
- 1259년(고종 46): 그의 내향(內鄕: 관향)인 연산군(燕山郡)을 문의현(文義縣)으로 올려주고 현령(縣令)을 둠.[1]
- 1262년(원종 3) 이후 어느 시점에 늙어서 또는 갑자기 죽거나 아니면 1268년(원종 9)의 정변(무진정변)이 일어났을 때까지 살아있었을 것으로 보임.[9]

## 관련 논문
- 강재광, 〈고려 무인정권기 神義軍 무관 朴希實의 정치·외교 활동 연구〉, 《전북사학》 68, 전북사학회, 2023년